# Abanico submarino del Amazonas

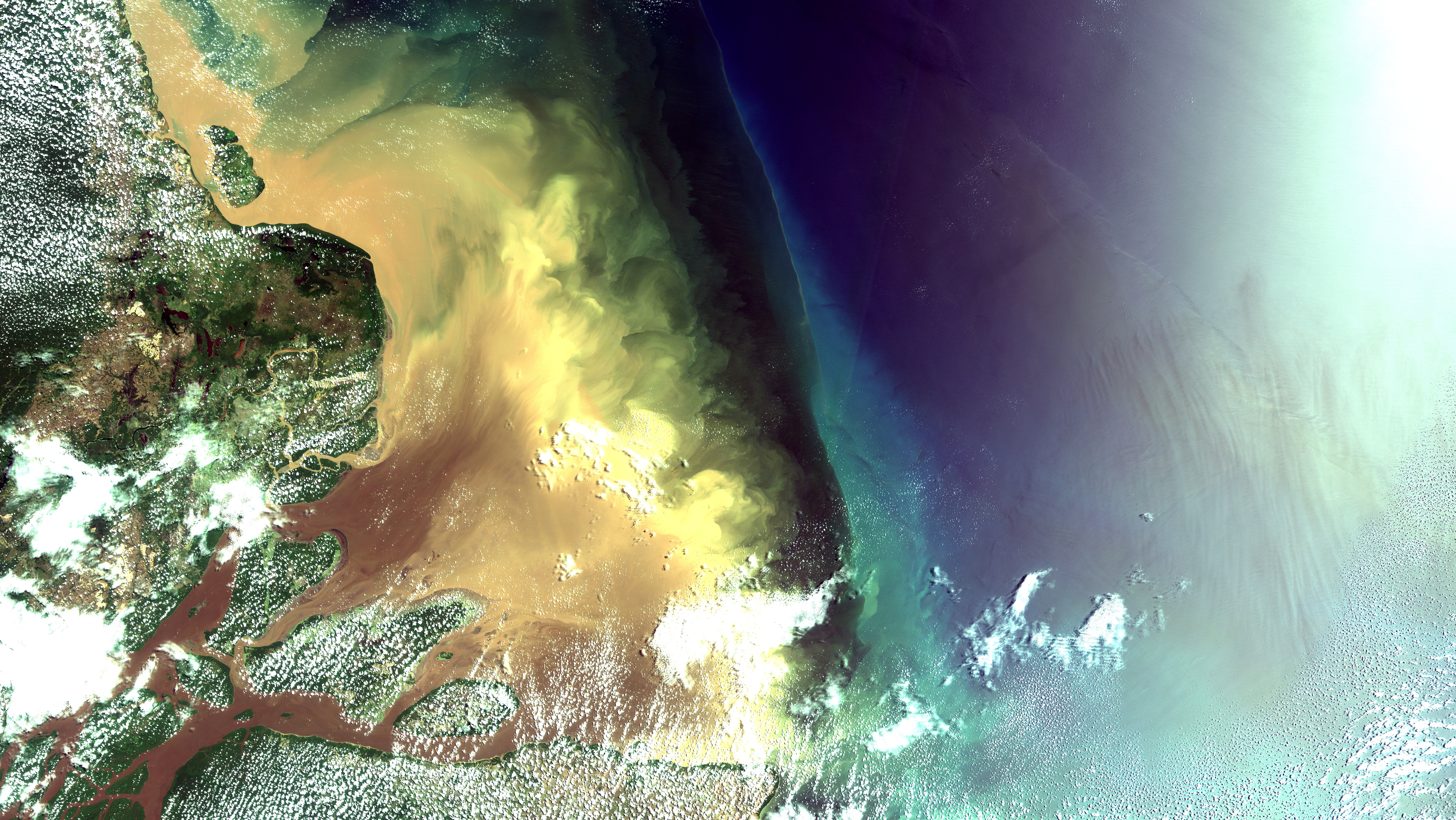
Boca del río Amazonas en el océano Atlántico. Los sedimentos que enturbian el agua son el material del cual el abanico submarino del Amazonas está compuesto.

El abanico submarino del Amazonas es una acumulación de sedimentos marinos en frente de las desembocadura del río Amazonas en el fondo del océano Atlántico. El abanico comenzó a formarse en Mioceno temprano hace aproximadamente 20 millones de años atrás. El abanico tiene varios canales pero se estima que solo uno o dos están activos a la vez. El abanico se encuentra en el océano profundo, afuera de la plataforma continental. En partes el abanico tiene cauces sinuosos flanqueados por diques naturales de sedimento.